# シマアメンボ
シマアメンボ Metrocoris histrio B. White は、カメムシ目アメンボ科の昆虫の1つ。淡水性だがウミアメンボ亜科に属する。流水性で渓流に生息する。通常は翅がないが、時に有翅型が現れる。

## 特徴
体長は約6mmとアメンボとしては小柄な種である。体型は独特で、足は長いが胴体は幅が広いずんぐりした体形である。体色は淡黄色から汚黄色の地色に黒い複雑な筋状の模様がある。筋状模様の太さにはばらつきがあり、ごく細い場合から幅が広くほとんど隣と密着するものまである。頭部は黄色く、中央に縦筋の黒斑がある。複眼は黒く後方に伸びており、後端は前胸の両端部に覆われている。触覚は長く、基部は黄色だがそれより先は黒褐色となっている。触覚は4節からなり、先端のものほど短くなっており、第1節が特に長く触覚全体の半分以上を占める。前胸背と中胸背には複雑な黒筋紋がある。腹部は短くなっており、各節は黒だが後ろの縁沿いが黄色くなっている。穂脚は汚黄色で腿節には黒い条紋が入る。また脛節より先は黒くなっている。前脚の腿節は特に太くなってはいない。
通常は成虫でも翅が無く(無翅型)、希に翅を持つもの(有翅型)が出現する。上記の記述は無翅型に関するもので、有翅型では前胸背が大きく、また後端が突き出した三角形になっており、翅の先端までは6.5～7mmに達する。

## 分布
日本では北海道から九州まで、および奄美大島、徳之島と対馬に分布する。国外では朝鮮に分布がある。今森光彦は北海道での分布を『南部』としている。後述のように池などには見られず渓流にのみ見られるが、その範囲では普通種である。

## 生育環境
本種は山間部の渓流を生息地としており、止水には出現しない。今森は更に『低い台地のわき水』をあげている。

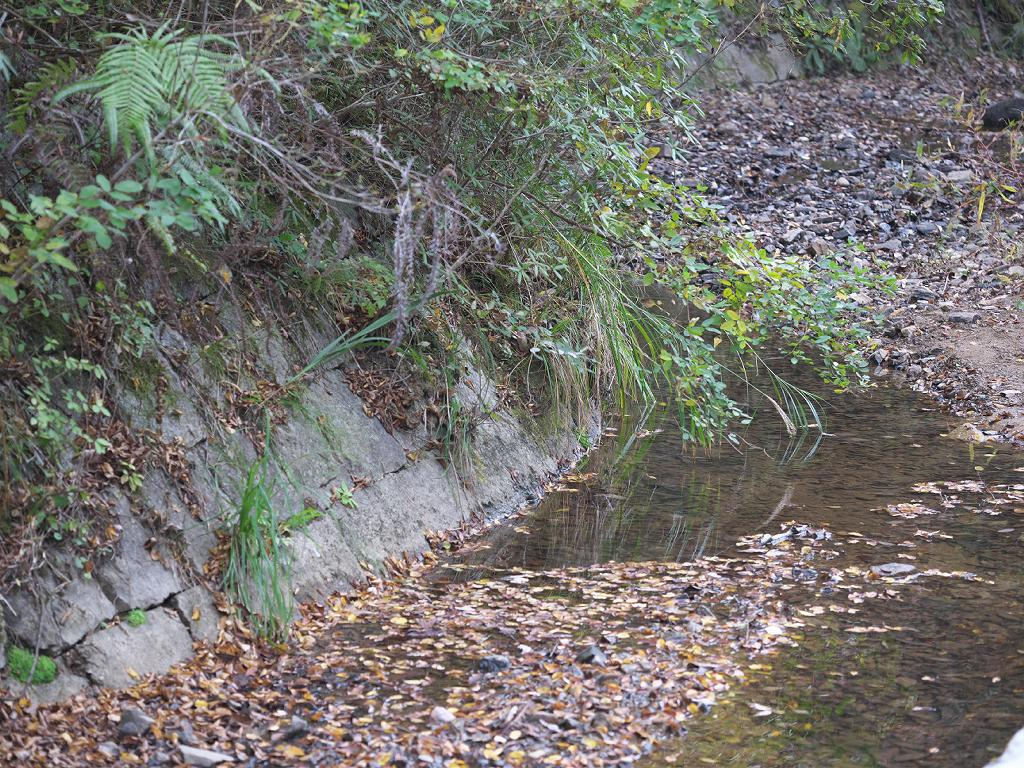
生息地の例 ここは森林公園なのでやや人工的な環境となっている。
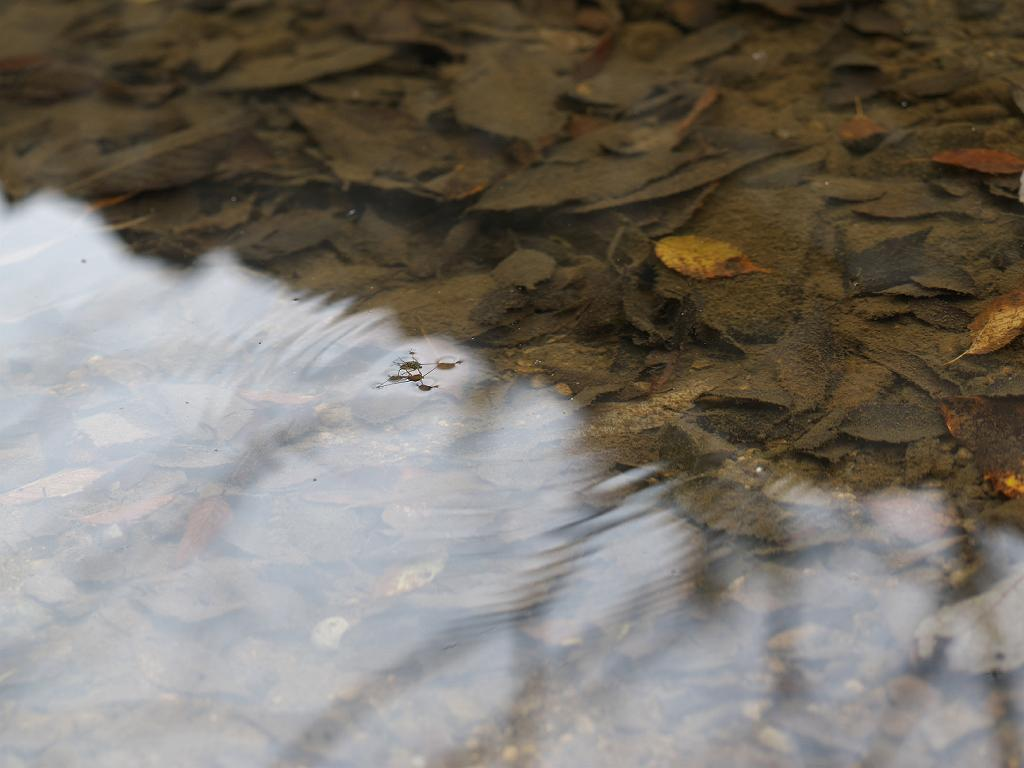
水面を滑る姿

## 習性など
たいていの場合群生している。動きは素早く、『スピードスケーターも顔負け』ともいわれる。
えさとするのは小型の昆虫などで、水面に落下したものを捕獲する。本種は曖昧ながら縄張り行動を示し、その範囲に入ってきた他個体を攻撃することが知られており、またその縄張りの境界は曖昧であるものの、そこにいる個体を他へ移動させた場合には元の位置に戻るという。
長翅型の雌は交尾の際にその翅端がちぎられる。
産卵は水草か、あるいは水面に浮かんでいる物体の水面下の部分に行われる。
幼虫および成虫で越冬するとされる。ただしその生活史には少々の変異があり、愛知では2化との報告があり、和歌山県の北部の高標高域から低地までの範囲で調べた結果によると高地では年1化、ないし部分的な2化、それ以下のより温暖な地域では複数世代を繰り返す。これに呼応するように越冬態も高標高域では卵、中間域では卵と成虫、温暖な低地では卵、4齢から5齢の幼虫、それに成虫で越冬していることが確認され、生息域の気温や水温に影響を受けていると思われる。

### 急流で流されてしまう問題について
本種のような渓流を生息域とする小さな動物で、しかも底在性でなく遊泳生活をするものの場合、その流れによって次第に下流へと移動させられてしまい、その生息域を維持出来なくなることが想像される。特に本種は普通は無翅型であり飛翔が出来ないためにその危険は大きい。この点について中尾史郎らは和歌山県のある流水域で60mほどの範囲をいくつかの区画に分け、8月から10月の2ヶ月間に渡って個体識別による各個体の移動の様子を調べたところ、やはり移動する個体はあり、上流へ移動するよりも下流へ移動する個体が多かったが、それでも同じ位置を維持したものが多かったという結果を得ている。雨による増水の後は下流に移動するものが多かったと言うことから、本種は流れに逆らって運動するとしても急流をさかのぼることは出来ないと思われ、また全く上流に向けての移動が見られなかった区画の間では高さが1.5m以上の落差があり、この高さを超えることが出来ないだろうことも判断出来る。それでも同じ位置を維持する仕組みとしては普段の流れに逆らう運動の他に増水時には岸辺の水溜まりや陸に逃げ、あるいはそのような場所を利用して陸路で移動することなどが想定されるという。
なお、このような移動、特に上流への移動に関しては飛行能力のある有翅型の関与が考えられるが、詳しくは分かっていない。

## 分類・類似種など
本種は普通に見られる一般的なアメンボと異なりウミアメンボ亜科に所属する。この群は大部分が海産であるが、本種の所属する属はその中で数少ない淡水産のもので、西アジアから東南アジア、東アジアに掛けて十数種が分布する。この属で日本本土に生息する種は本種のみである。この属は淡水に見られる一般的なアメンボとは外見的にもかなりはっきり異なっている。また普通のアメンボ類にも流水に出現するものはあるが、渓流を生息域とするものはない。より近い仲間であるウミアメンボ類には日本産の種がいくつかあるが、その名の通り海産である。そういった点から日本本土では見誤るような種は存在しない。
八重山群島には同属のタイワンシマアメンボ M. lituralis が分布し、この種は本種より胸部背面の模様が単純になっている。

## 保護の状況
環境省のレッドデータブックでは取り上げられていないが、都道府県別では東京都と長崎県で準絶滅危惧に指定されている。